# 90210: Новое поколение (сезон 1)
Первый сезон сериала «90210: Новое поколение» выходил со 2 сентября 2008 по 19 мая 2009 года на телеканале The CW. Гейб Сакс и Джефф Джуда заняли место исполнительных продюсеров шоу после ухода Роба Томаса, начавшего работу над сценарием шоу. Премьера сериала собрала 4,65 млн зрителей, став рекордсменом канала в категории зрителей в возрасте от 18 до 49 с рейтингом 2,6. 22 сентября канал официально заказал полный сезон из 24 эпизодов.
Основной состав первого сезона включает в себя Роба Эстеса, Шеней Граймс, Тристана Уайлдза, Джессику Строуп, Дастина Миллигана, Райана Эгголда, Анну-Линн МакКорд, Майкла Стэггера, Лори Локлин и Джессику Уолтер. Кроме того, приглашённым звёздами стали актёры оригинального шоу — Дженни Гарт, Шеннен Доэрти, Тори Спеллинг, Энн Джиллеспи и Джо И. Тата. После первой половины сезона Джессика Уолтер покинула основной состав, и её место заняла Джессика Лаундс. Такое решение было принято из-за финансовых соображений. Канал нанял Ребекку Синклэр в качестве ведущего сценариста. К концу сезона она заняла место ведущего исполнительного продюсера, когда Сакс и Джуда покинули свой пост.
Финал сериала вышел в эфир 19 мая 2009 года, его посмотрело 2 млн человек. Средний показатель сезона — 2,24 млн зрителей с рейтингом 0,9 в возрастной группе от 18 до 49 лет.
В России первый сезон транслировался с 1 февраля по 15 марта 2010 года на канале Муз-ТВ.
Повторный показ первого сезона транслировался с 7 апреля 2014 года по 30 апреля 2014 года на телеканале СТС Love каждый день в 17:00 и повтором в 13:20 — был показан весь первый сезон сериала.

## Сюжет
Гарри Уилсон вместе со своей семьёй — женой Дэбби, детьми Энни и Диксоном — переезжает жить к матери Гарри, знаменитой актрисе Табите, когда мужчину назначают новым директором школы «Западного Беверли». Семья сразу же сталкивается с рядом проблем — мать одной из учениц рассказывает Гарри, что после их школьного романа она отдала на усыновление мальчика, и теперь хочет его найти. Между тем, Энни и Диксон нервничают перед началом нового учебного года, но сразу же заводят новые знакомства: у Диксона появляется лучший друг, школьный журналист Навид, а также возлюбленная — Эйрин Сильвер, новая подруга Энни и сестра школьного психолога, Келли Тейлор. Диксон поддерживает Сильвер в тяжёлые времена, когда выясняется, что девушка страдает от биполярного расстройства и у неё происходит нервный срыв. Между тем, Келли Тейлор никак не разберётся с проблемами в своей жизни: она одна воспитывает сына от Дилана МакКея, не может простить школьные обиды на её подругу, театральную актрису Бренду Уолш, и всё ещё борется с алкоголизмом своей матери Джеки, которая превращает жизнь дочерей в ад. Даже роман с учителем английского языка, Райаном Мэттьюзом, не клеится, так как Дилан, похоже, собирается вернуться к семье. Пока Келли разбиралась со своими семейными проблемами, Бренда провела ночь с Райаном, что вбило очередной клин между подругами. Однако всё меняется, когда выясняется, что Бренда не может иметь детей — в этот момент Келли забывает обиды и поддерживает подругу.
Диксон попадает в школьную команду по лакроссу, и сразу же ввязывается в конфликт с двумя звёздными спортсменами «Западного Беверли» — Итаном и Джорджем. Энни подружилась со школьной королевой, избалованной Наоми Кларк, чья мать и была подругой Гарри в школе. Однако после того, как Наоми выдаёт работу Энни по литературе за свою, их обеих наказывают, и взаимоотношения между девочками становятся довольно натянутыми. Кроме того, Энни влюблена в друга детства, Итана, оказавшегося бывшим парнем Наоми. Сама Наоми также проходит через трудные времена — она застаёт отца с любовницей и обескуражена реакцией своей матери на эту новость — женщина явно готова терпеть измены ради роскошной жизни. В этот момент Итан снова сближается с Наоми, хотя он влюблён в Энни. Со временем, отношения Энни и Наоми становятся теплее, но узнав о тайном романе подруги с Итаном, окончательно бросившим Наоми, она решает отомстить девушке, и между бывшими подругами вновь развязывается война. Между тем, Итан попадает в аварию, в которой пострадала его одноклассница Ронда — испытывая муки совести, Итан сближается с Рондой, давая ей ложную надежду. Их роман с Энни даёт трещину, и Наоми прощает Энни за то, что она встречалась с парнем, в которого была влюблена.
Кроме того, Энни получается роль дублёра в школьной постановке мюзикла «Весеннее пробуждение», где главную роль играет Адрианна Тэйт-Дункан — девочка-актриса и лучшая подруга Наоми. Однако мало кто знает, что Адрианна — наркоманка, ступившая на скользкий путь под давлением матери. Энни получает возможность выйти на сцену, а Адрианна, после передозировки, оказывается в лечебнице. Там её посещает Навид — юноша признаётся, что он был влюблён в неё с детства, и вскоре молодые люди становятся парой. Энни начинает встречаться с исполнителем главной роли в мюзикле, юношей по имени Тай Коллинз, но после нескольких неудачных попыток сблизиться, молодые люди решают, что им лучше остаться друзьями. Ситуация становится тяжелее для Адрианны, когда выясняется, что она беременна от Тая — молодой человек и его родители решают сделать всё, чтобы имя отца осталось в тайне и предлагают девушке сделку: ей создадут все условия, чтобы она выносила малыша и отдала на усыновление, а она не имеет права когда-либо говорить о том, что у неё был ребёнок от Тая. Однако встретив поддержку матери Констанции, девушка отказывается от сделки, и Навид делает ей предложение. Сначала они хотят растить малыша сами, но в конце концов оба понимают, что они слишком молоды для создания семью и отменяют свадьбу. А Адрианна отдаёт свою новорождённую дочь Мэйзи в бездетной паре.
Появление сестры Наоми, коварной Джен, также не остаётся без последствий для главных героев. Итан просит её умолчать о том, что она лишила юношу девственности, когда тот встречался с Наоми. Затем во время вечеринки по случаю окончания учебного года, Джен спит с новым парнем Наоми, Лиамом, и настраивает Наоми против него и Энни, на которую сваливает интрижку с Лиамом. Униженная и изгнанная Энни вызывает полицию в дом Наоми, а затем, находясь в нетрезвом виде за рулём, сбивает человека и скрывается с места преступления.

## Кастинг
Согласно пресс-релизу канала на сезон 2008—2009, Роб Эстес, Шеней Граймс, Тристан Уайлдз, Анна-Линн МакКорд, Дастин Миллиган, Райан Эгголд, Джессика Строуп, Майкл Стэгер, Лори Локлин и Джессика Уолтер были включены в список актёров основного состава первого сезона.
Продюсеры хотели видеть «как можно больше актёров основного состава», но не хотели «устраивать парад из старых персонажей прямо в пилотном эпизоде». Сопровождаемое множеством слухов, канал подтвердил известие о том, что Шеннен Доэрти появится в нескольких эпизодах шоу. Продюсер Гейб Сакс обсуждал проект с Шеннен на дружеской встрече за ужином. В течение нескольких следующих недель, была придумана сюжетная линия Бренды Уолш, и актриса дала своё согласие на участие в сериале.
Доэрти и Дженни Гарт, также получившая роль Келли Тейлор в продолжении, говорили репортёрам, что они нервничают по поводу предстоящих совместных съёмок в новом сериале. Известно, что во время съёмок в классическом шоу актрисы неоднократно вступали в конфликты, что в итоге привело к уходу Шеннен Доэрти из сериала в 1994 году. С тех пор актрисы не общались вплоть до съёмок первой сцены в продолжении. Позже Доэрти сказала в одном из интервью: «Я думаю, что когда тебе 18 лет, сложно общаться с человеком из-за различий во взглядах, но спустя 10—15 лет всё иначе — мы обе изменились и отлично ладим друг с другом».
Среди других приглашённых актёров — Келлан Латц, Меган Маркл, Мэйв Квинлен в роли матери Адрианны, Джош Хендерсон в роли Шона, молодого человека, мошенника, выдающего себя за сына Гарри Уилсона, Лорен Лондон в роли бисексуальной чирлидерши Кристины, и Эйми Тигарден в роли девушки-школьницы Ронды Кимбл, влюбившейся в Итана Уорда.
Начиная с 13-го эпизода, Джессика Уолтер покинула основной состав из-за финансовых соображений, а Джессика Лаундс вошла в основной состав.
| - Шеней Граймс — Энни Уилсон - Тристан Уайлдз — Диксон Уилсон - Анна-Линн МакКорд — Наоми Кларк - Дастин Миллиган — Итан Уорд - Майкл Стэгер — Навид Ширази - Джессика Строуп — Эйрин Сильвер - Джессика Лаундс — Адрианна Тэйт-Дункан - Роб Эстес — Гарри Уилсон - Лори Локлин — Дебби Уилсон - Джессика Уолтер — Табита Уилсон - Райан Эгголд — Райан Мэттьюз | - Шеннон Доэрти — Бренда Уолш - Дженни Гарт — Келли Тейлор - Энн Джиллеспи — Джеки Тейлор-Сильвер - Джо И. Тата — Нет Буссиччио - Тори Спеллинг — Донна Мартин-Сильвер - Мэтт Лантер — Лиам Курт - Келан Латц — Джордж Эванс - Адам Грегори — Тай Коллинз - Брендон Майкл Вэйда — Майк - Сара Фостер — Джен Кларк - Лорен Лондон — Кристина Ворси - Чандра Уэст — Гейл МакКинни - Крис Зилка — Джейсон | - Фабиана Уденио — Атуса Ширази - Шон Дюк — Омар Ширази - Нурин ДэВульф — Ника Раяджани - Диабло Коди — Играет саму себя - Джош Хендерсон — Шон Каванов - Эйми Тигарден — Ронда Кимбл - Лили Коллинс — Фиби Абрамс - Джессика Лукас — Кимберли МакЭнтайер - Майкл Тревино — Оззи Кардоза - Яна Крамер — Поршия Ренсон - Кристина Мур — Трейси Кларк - Джеймс Патрик Стюарт — Чарльз Кларк - Мэйв Квинлен — Констанция Дункан - Райан Дум — Стивен Уорд - Меган Маркл — Венди |

## Съёмки
13 марта 2008 года было объявлено на начале работ над продолжением классического сериала «Беверли-Хиллз, 90210», выходившего в эфир на канале «Fox» с октября 1990 по май 2000 года. Работа над проектом стала приоритетом для канала, поэтому уже через месяц был заказан пилотный эпизод. Практически сразу же стало известно, что создатель шоу, Даррен Стар, не будет принимать участие в работе над проектом, и единственным общим для обоих проектов участником создания станет агентство «Creative Artists Agency», которое занималось разработкой классического сериала. Общие детали сценария, написанного Робом Томасом, стали известным 17 марта из пресс-релиза, приводившего также и список персонажей, ни один из которых не был связан с «Беверли-Хиллз, 90210». При этом сюжеты обоих сериалов были схожи — семья с сыном и дочерью переезжают со среднего Запада в Беверли-Хиллз. Чтобы отразить нынешнее положение вещей в школе Беверли-Хиллз, на 40 процентов состоящей из представителей арабов, был введён персонаж Навид Ширази. Томас намеревался использовать кафе «Персиковая косточка», известное по первому сериалу, но решил, что не будет переносить туда действие в пилотном эпизоде. Также предполагалось, что один из главных персонажей получит работу в местном кинотеатре. 14 апреля Томас объявил о своём уходе, чтобы сконцентрироваться на работе над двумя пилотами для канала ABC. Гейб Сакс и Джефф Джуда заняли места исполнительных продюсеров шоу и к концу апреля написали новую версию сценария, основываясь на идеях Роба Томаса (его имя было указана в титрах премьерных серий). Сакс сказал, что «сценарий Томаса отличный», но новая версия получилась «более современной».

Постер одного из эпизодов первого сезона

11 мая, за день до презентации The CW, канал приобрёл сериал для трансляции в сезоне 2008—2009. После показа первых четырёх серий был заказан полный сезон, состоящий из 24 серий. После того, как разошлись точки зрения руководителей канала и сценаристов в части принципиального развития сюжета, Сакс и Джуда прекратили писать сценарии, ограничившись лишь должностью продюсеров. Суть разногласий состояла в том, что канал хотел, чтобы сериал больше ориентировался на женскую аудиторию и был «более гламурным и дорогим», в то время как Джуда и Сакс намеревались писать шоу с мужской точки зрения. В итоге, Джуда начал работу на постпродакшне сериала, занимаясь монтажом и заняв должность супервайзера музыкального сопровождения шоу, а Сакс работал непосредственно на съёмочной площадке. Канал нанял Ребекку Ренд Синклэр на должность ведущего сценариста. В конце февраля 2009 года Синклэр стала также исполнительным продюсером сериала.
Основные съёмки школьных сцен проходили в различных школах городов Торренс и Эль-Сегундо, но для фасада школы Западного Беверли было использовано то же здание, что и в оригинальном шоу — большое здание «Torrance High School».
Джефф Джуда сказал, что они пытались приблизить свой сценарий к реальности, с достоверными персонажами и эмоциональными сюжетными линиями. Сценаристы хотели, чтобы зрители могли идентифицировать себя с персонажами, их проблемами, при этом они должны быть приближёнными к реальности, а иногда и забавными. Джуда и Сакс решили включить в сюжет большое количество персонажей, что позволило бы развивать его в различных направлениях. Кроме того, Сакс и Джуда отметили, что родители будут важной частью шоу, а не формальными участниками действия. Поскольку у обоих продюсеров есть дети, они передали в сценарии проблемы, которые беспокоят лично их, в частности, вопросы морали и беспокойство о том, какими вырастут их дети привело к завязке сюжета — как сложится жизнь скромных ребят Энни и Диксона в «роскошном Беверли-Хиллз, где царит атмосфера свободных нравов».

## Эпизоды
| № | №  | Название                                                                   | Режиссёр          | Сценарист(ы)                         | Дата показа в США | Зрители |
| --- | -- | -------------------------------------------------------------------------- | ----------------- | ------------------------------------ | ----------------- | ------- |
| 1 | 1  | «We’re Not In Kansas Anymore» «Мы больше не в Канзасе!»                    | Марк Пизнарски    | Роб Томас, Гейб Сакс и Джефф Джуда   | 2 сентября 2008   | 4,65    |
| Переехав в Беверли-Хиллз, Энни Уилсон и её брат Диксон вскоре понимают, что они уже не в Канзасе, и их жизнь никогда не будет прежней. Их родители — Гарри и Дебби — возвращаются в Калифорнию, чтобы заботиться о матери Гарри, бывшей телевизионной звезде с трудным характером, Табите. Гарри назначают директором школы, в которой должны учиться его дети. В этой школе учатся весьма разнохарактерные ребята: испорченная и стервозная Наоми; спортсмен Итан, с которым Энни познакомилась 2 года назад, когда приезжала на каникулы к бабушке; редактор школьных новостей и весельчак Навид; бунтарка Эйрин Сильвер, ведущая блог в Интернете со всеми сплетнями о студентах Западного Беверли и положившая глаз на Диксона, и Адрианна — примадонна школьного театра. Преподавательский состав включает в себя Райана Мэттьюза и школьного консультанта Келли Тейлор, которые пытаются облегчить жизнь ребят в новой атмосфере…      |    |                                                                            |                   |                                      |                   |         |
| 2 | 2  | «The Jet Set» «Частный самолёт»                                            | Венди Станцлер    | Гейб Сакс, Джефф Джуда и Дарлин Хант | 2 сентября 2008   | 4,65    |
| Райан приглашает Келли на свидание, но сначала ей необходимо найти няню для своего сына Сэмми. Энни, кажется, влюбляется в звезду школьного театра Тая, который приглашает девушку на свидание в Сан-Франциско на своём частном самолёте. Вот только девушка забывает предупредить об этом своих родителей. Ребята решают отомстить студентам Старшей Школы Полисайда, устроивших разгром в Западном Беверли. Сильвер размещает на своём блоге видео, в котором рассказывает Наоми о неверности Итана. А в Западный Беверли, тем временем, возвращается бывшая ученица, Бренда Уолш ставшая известной театральной актрисой. |    |                                                                            |                   |                                      |                   |         |
| 3 | 3  | «Lucky Strike» «Счастливый удар»                                           | Марк Пизнарски    | Джилл Гордон                         | 9 сентября 2008   | 3,23    |
| Неожиданно в пятничные планы Диксона и Энни вмешиваются родители, предложив устроить семейный поход в боулинг, где вскоре оказываются Итан, Навид и Сильвер. В результате Энни вынуждена выбирать между Итаном и Таем. Поездка Наоми со своим отцом Чарльзом в Лас-Вегас отменяется; не желая проводить много времени дома Сильвер решает провести ночь в машине Диксона, где её и находит юноша. Между молодыми людьми происходит доверительный разговор. Решив отвезти ужин отцу в офис, Наоми и Адрианна видят Чарльза с любовницей. А Келли, тем временем, вновь борется с алкоголизмом своей матери. |    |                                                                            |                   |                                      |                   |         |
| 4 | 4  | «The Bubble» «В пузыре»                                                    | Сара Пия Андерсон | Дэйлин Родригес                      | 16 сентября 2008  | 3,29    |
| Когда выясняется, что нынешняя режиссёр больше не может заниматься постановкой мюзикла «Весеннее пробуждение», Табита предлагает свои услуги школе и Гарри. Наоми и Итан присматривают за братом Итана, Стивеном, который страдает психическим расстройством. Диксон решает устроиться работать в кафе «Персиковая косточка». Слухи о романе Энни и Тая облетели всю школу, и ревнующий Итан решает завладеть вниманием девушки. Наоми боится за брак своих родителей и решается на встречу с Гейл — любовницей своего отца, а между Брендой и Келли происходит серьёзный разговор о Райане и Сэмми. Гарри предлагает Бренде стать режиссёром «Весеннего пробуждения». |    |                                                                            |                   |                                      |                   |         |
| 5 | 5  | «Wide Awake & Dreaming» «Во сне и наяву»                                   | Пол Лазарус       | Шон Рейкрафт                         | 23 сентября 2008  | 2,94    |
| В день премьеры мюзикла Тай делится своими планами на вечер с Энни — он собирается устроить свидание в шикарном номере в отеле. Как ни странно, вся школа обсуждает бурный и слишком быстро развивающийся роман молодых людей. Сильвер пытается справиться с обязанностями стэйдж-менеджера в работе над мюзиклом, Наоми хочет помешать развестись своим родителям, а у Энни появляется возможность исполнить главную роль в мюзикле, когда Бренда узнаёт, что Адрианна употребляет наркотики. Решив отомстить, Адрианна устраивает размолвку Тая и Энни. |    |                                                                            |                   |                                      |                   |         |
| 6 | 6  | «Model Behavior» «Достойное поведение»                                     | Дж. Миллер Тобин  | Джейсон Нинг                         | 30 сентября 2008  | 3,25    |
| Келли, Бренда, Райан и Гарри волнуются за Адрианну, хотя девушка отрицает, что она употребляет наркотики. Начальник Дебби, Антонио, предлагает ей заняться съёмками показа мод для журнала «Nylon Magazine», в котором хотят появиться в качестве моделей Энни и Сильвер. Наоми кажется, что грядущее шоу поможет сохранить брак её родителей — с помощью Итана девушка пытается поссорить своего отца с его любовницей, но всё становится только хуже. Диксон устраивает драку с клиентом Дебби, Тони, сделавшим Сильвер «интересное» предложение, а Навид чувствует себя лишним в компании Диксона и Сильвер. Итан и Наоми решают разобраться в своих отношениях, в то время как Адрианна рассказывает Энни правду о вечере премьеры. Тем временем, Келли отвечает на телефонный звонок, который может изменить её отношения с Райаном, — возможно ей придётся переехать вместе с Сэмми в Вайоминг, а Бренде пора возвращаться в Нью-Йорк. |    |                                                                            |                   |                                      |                   |         |
| 7 | 7  | «Hollywood Forever» «Да здравствует Голливуд!»                             | Норман Бакли      | Кэприс Крэйн                         | 7 октября 2008    | 3,12    |
| По предложению Сильвер ребята решают провести вечер Хэллоуина, смотря фильмы на знаменитом Голливудском кладбище, тем самым отпраздновав её «полуднюху». Между тем, Итан и Энни начинают по-другому воспринимать друг друга после того, как молодым людям приходится вместе работать над школьным проектом — воспитанием ребёнка. Трейси говорит Гарри, что она наняла частного сыщика, чтобы найти их сына Шона, а между Адрианной и Наоми происходит ссора. В школе Западного Беверли-Хиллз, между тем, появляется таинственная новенькая, на которую «положил глаз» мистер Меттьюз — Кимберли МакЭнтаер. Вскоре после появления Ким в школе проводится полицейский рейд, ищущий у учеников наркотики. |    |                                                                            |                   |                                      |                   |         |
| 8 | 8  | «There’s No Place Like Homecoming» «Долгожданное возвращение»              | Тони Уормби       | Дарлин Хант                          | 28 октября 2008   | 3,16    |
| Адрианна возвращается в школу после выздоровления и пытается наладить отношения с Наоми. Однако девушка не хочет прощать подругу за унижение, а сама Адрианна находит неожиданную поддержку в лице Навида. Энни готовится к сдаче экзамена на получение водительских прав, а Итан приглашает девушку на вечер школьных танцев под названием «Возвращение домой». Отбывая наказание, Наоми знакомится с парнем по имени Оззи. На танцах Райан видит, как новенькая Кимберли покупает наркотики у студента Западного Беверли-Хиллз. После разговора с Табитой, Дебби решает обсудить планы Трейси относительно Гарри. |    |                                                                            |                   |                                      |                   |         |
| 9 | 9  | «Secrets & Lies» «Тайны и ложь»                                            | Ник Мэрк          | Дэйлин Родригес                      | 4 ноября 2008     | 2,95    |
| Энни и Итан решают пока держать свои отношения в тайне. Гарри и Дебби рассказывают Энни и Диксону о Шоне — в отличие от Диксона, Энни воспринимает эту новость довольно тяжело. Адрианна и Навид сближаются, хотя между ними возникает некоторое недопонимание. Теперь, когда Райан знает, зачем Кимберли приехала в Западный Беверли, молодые люди чувствуют себя уверенней в обществе друг друга, однако школьники понимают, что их отношения переступают границу «учитель-ученица». Во время отъезда Келли Сильвер устраивает в доме сестры шумную вечеринку-девичник, заканчивающуюся приездом полиции. |    |                                                                            |                   |                                      |                   |         |
| 10 | 10 | «Games People Play» «Игры, в которые играют люди»                          | Венди Станцлер    | Кристин Лонг                         | 11 ноября 2008    | 2,72    |
| В свой шестнадцатый день рождения Энни получает сразу два неожиданных подарка — «сюрприз» от Наоми, узнавшей, что Итан и Энни встречаются, и появление старшего брата Шона на пороге дома Уилсонов. Адрианна проводит вечер с Навидом и его семьёй. Школьники Западного Беверли узнают, что Райан встречается с Кимберли. Келли возвращается домой и рассказывает Сильвер о том, что произошло между ней и Диланом в Вайоминге. Адрианна узнаёт, что Навид — девственник. Также в Беверли-Хиллз по приглашению Наоми появляется Джейсон — бывший парень Энни из Канзаса. |    |                                                                            |                   |                                      |                   |         |
| 11 | 11 | «That Which We Destroy» «Разрушенное»                                      | Мелани Мэйрон     | Эллисон Шредер и Кэприс Крэйн        | 18 ноября 2008    | 2,92    |
| Дружба Бренды и Келли вновь находится под ударом, когда Бренда возвращается в Беверли-Хиллз с неожиданными новостями. Шон переезжает жить к Уилсонам, а Наоми проводит время с новыми знакомыми. Тем временем, Диксон обращает своё внимание на чирлидершу Кристину, и это заставляет Сильвер ревновать. Появление Шона переворачивает жизнь обитателей Беверли-Хиллз с ног на голову — Диксону становится тяжелее ощущать себя Уилсоном, а Наоми и Энни абсолютно растеряны. Между тем, Келли пытается дать девушкам совет относительно любовного треугольника, в котором они оказались вместе с Итаном. |    |                                                                            |                   |                                      |                   |         |
| 12 | 12 | «Hello, Goodbye, Amen» «Здравствуй, прощай, аминь»                         | Стюарт Джиллард   | Дженнифер Сесил                      | 6 января 2009     | 2,80    |
| Во время семейного вечера в семействе Уилсонов Энни подслушивает телефонный разговор Шона, который вызывает у девушки некоторые подозрения. Бренда раскрывает Келли секрет, который она уже давно прячет от подруги. Кристина приглашает Диксона к себе домой, и юноша решает не говорить об этом Сильвер. Адрианна просит Бренду и Келли приехать к ней в реабилитационную клинику в качестве поддержки, а сама девушка, тем временем, осознаёт, что находится на пороге перемен, когда решает сдать анализы на ВИЧ — результаты оказываются неожиданными. Между тем Диксон узнаёт удивительную вещь о Кристине, а обеспокоенная Энни обращается за советом к Дебби — Гарри просит Шона сдать анализы на родство. |    |                                                                            |                   |                                      |                   |         |
| 13 | 13 | «Love Me Or Leave Me» «Люби меня или оставь в покое»                       | Венди Станцлер    | Пол Скьярротта                       | 13 января 2009    | 2,18    |
| Между Табитой и Дебби возникает конфликт из-за различий во взглядах на воспитание детей, когда Табита покупает Диксону и Энни новую машину. Адрианна не знает, как сказать Наоми и Навиду о своей беременности, а Наоми кажется, что её подруга вновь употребляет наркотики. Диксон и Сильвер решают провести день на пляже, строя замок из песка, но всё идёт не так, как планировалось, — когда Диксон произносит три коротких слова, между молодыми людьми происходит ссора. По предложению Табиты, Энни вместе с Итаном тайно приезжает в дом бабушки в Палм-Спрингс. Узнав о том, что Табита отпустила Энни одну, Гарри и Дебби устремляются в Палм-Спрингс, где с паникой обнаруживают машину Итана. |    |                                                                            |                   |                                      |                   |         |
| 14 | 14 | «By Accident» «Случайность»                                                | Майкл Гроссман    | Майкл Сонненсхайн                    | 20 января 2009    | 2,30    |
| Мистер Мэттьюз возвращается в «Школу Западного Беверли-Хиллз», изменив тактику преподавания. Когда начинается кастинг на роли Антония и Клеопатры, Энни решает попробовать свои силы и вернуться к игре в театре, и с удивлением узнаёт, что Тай тоже пробуется на роль. Адрианна тоже репетирует для роли Клеопатры, а Наоми беспокоит тот факт, что девушка ведёт себя так, словно ничего не изменилось в её жизни. После того, как мистер Мэттьюз переводит Сильвер из своего класса, Диксон говорит девушке, что её слова часто ранят людей, но Сильвер поглощена написанием самого лучшего школьного сочинения, прочитав которое, преподаватель должен вернуть её в класс. Между тем, Дебби даёт Диксону совет. Отец Наоми сообщает девушке, что она будет жить с ним и Гейл, пока Трейси приходит в себя после истории с Шоном. Итан попадает в аварию.                                                                                |    |                                                                            |                   |                                      |                   |         |
| 15 | 15 | «Help Me, Rhonda!» «Спаси меня, Ронда!»                                    | Лиз Фридлендер    | Джейсон Нинг                         | 3 февраля 2009    | 2,49    |
| По вине Итана в аварии пострадала девушка Ронда, которая сидела за рулём другой машины, и чтобы загладить вину, Итан пытается всячески развеселить её, хотя даже не знает, что они ходят в одну и ту же школу. Адрианна рассказывает Таю, что беременна, и родители юноши охотно берутся за создание комфортных условий для родов и усыновления малыша, в то время как сама Адрианна так и не нашла в себе силы рассказать всё своей матери Констанции. Кристина даёт несколько советов Диксону и Навиду относительно девушек и приглашает их на вечеринку друзей, где выступает «Carolina Liar». Там Навид знакомится с иранкой Никой. В театре начинаются репетиции пьесы «Антоний и Клеопатра», которые пропускает Итан, чтобы проводить больше времени с Рондой, лежащей в больнице, а Адрианна решает поступить по-взрослому. |    |                                                                            |                   |                                      |                   |         |
| 16 | 16 | «Of Heartbreaks & Hotels» «Песня разбитых сердец»                          | Дж. Миллер Тобин  | Шон Рейкрафт                         | 10 февраля 2009   | 2,38    |
| Приближается День Святого Валентина. Сильвер пытается устроить для Диксона ужин в честь праздника, и Наоми помогает ей в этом. Навид продолжает избегать Адрианну, проводя время с Никой, которую юноша встретил на вечеринке Кристины. Диксон приходит в бешенство, когда узнаёт о том, что Сильвер решила увековечить их любовь, сделав тату с его именем. Тем временем, дружба Итана и Ронды становится крепче, а ревность Энни вызывает гнев Итана. Наоми, переехавшая жить в отель, очарована барменом Лиамом, в то время как ненашедшая пару для танцев Адрианна решает остаться дома, однако неожиданный стук в дверь меняет её планы. |    |                                                                            |                   |                                      |                   |         |
| 17 | 17 | «Life Is A Drag» «Жизнь — это гонка!»                                      | Венди Станцлер    | Кэприс Крэйн                         | 31 марта 2009     | 2,03    |
| Сексуальная жизнь Диксона и Сильвер бьёт ключом. Гарри и Дебби удивлены тем, что Энни бросила игру в школьном театре, чтобы проводить больше времени с Итаном. Когда Лиама переводят учиться в «Школу Западного Беверли-Хиллз», Наоми начинает проводить с юношей больше времени, а согласившись позаниматься с ним математикой, девушка оказывается на незаконных уличных гонках. Между тем, Энни и Итан находятся на грани разрыва, когда Адрианна рассказывает подруге о поцелуе Итана и Ронды. Сильвер начинает пугать Диксона своим поведением, когда она выполняет школьный проект, записав на видео, как они занимаются сексом и показывает всем запись. Энни проводит вечер под звёздами в компании бутылки и Макса — своего друга с трагической судьбой. Пытаясь разобраться в себе, Итан решает порвать с Энни, а Сильвер винит во всех своих бедах мистера Мэттьюза, показывая весьма странное поведение.                         |    |                                                                            |                   |                                      |                   |         |
| 18 | 18 | «Off The Rails» «Сошедшая с рельсов»                                       | Джейсон Пристли   | Стив Ханна                           | 7 апреля 2009     | 1,96    |
| Райан пытается успокоить Сильвер, но девушка сбегает и не приходит домой. Диксон рассказывает Гарри и Дебби о том, что произошло между ним и Сильвер и о том, что девушка пропала. Сильвер же решает поехать в Канзас, чтобы лучше узнать своего возлюбленного, однако эта поездка могла бы закончиться трагически, когда Сильвер решила, что жизнь без Диксона бессмысленна. Келли приходится вновь встретиться со своей матерью Джеки чтобы помочь сестре. Когда ребята отправляются на поиски Сильвер, Навид и Адрианна предлагают свою помощь в качестве нянек для Сэмми. |    |                                                                            |                   |                                      |                   |         |
| 19 | 19 | «Okaeri, Donna!» «Добро пожаловать домой, Донна!»                          | Стюарт Джиллард   | Дженни Снайдер и Ребекка Синклэр     | 14 апреля 2009    | 2,13    |
| Встретившись вновь с Донной, Келли понимает, что в её сестринских отношениях с Сильвер появилась напряжённость. Тем временем, Диксон решает найти с помощью Энни свою биологическую мать, и ребята отправляются на каникулы во время Весеннего отрыва, а влечение Наоми к Лиаму всё возрастает. Итан решает принять участие в благотворительном строительстве. |    |                                                                            |                   |                                      |                   |         |
| 20 | 20 | «Between A Sign And A Hard Place» «Трудный выбор»                          | Роб Эстес         | Дженни Снайдер и Ребекка Синклэр     | 21 апреля 2009    | 1,88    |
| Донна должна принять решение — вернуться к Дэвиду в Японию или остаться в Беверли-Хиллз, забрав их сына Руби, и открыть бутик в районе Мелроуз-Плейс. Тем временем, события в жизни Сильвер становятся центром всеобщего внимания и сплетен, а Ноами и Энни решают снова стать друзьями. Навид оказывает Адрианне моральную помощь при встрече с потенциальными приёмными родителями её малыша, а дурное влияние Лиама сказывается на Итане. Боясь реакции одноклассников, Сильвер решает бросить школу. Диксон помогает Сильвер с выздоровлением, а Чарльз Кларк сообщает дочери, что они больше не могут жить в отеле, поэтому Наоми переезжает жить к Уилсонам, а Гарри и Дебби наконец продают свой дом в Канзасе и теперь готовятся к дворовой распродаже. |    |                                                                            |                   |                                      |                   |         |
| 21 | 21 | «The Dionysian Debacle» «Сокрушительное фиаско»                            | Джейси Бэббит     | Дженни Снайдер                       | 28 апреля 2009    | 1,79    |
| Старшая сестра Наоми, Джен, неожиданно возвращается в Беверли-Хиллз. Диксон пытается помочь Сильвер привыкнуть к учёбе в частной католической школе, а Наоми переезжает жить к Уилсонам. Адрианна и Навид рассказывают о своих планах родителям. Тем временем, Наоми уговаривает Энни пойти на двойное свидание с ней и Лиамом. |    |                                                                            |                   |                                      |                   |         |
| 22 | 22 | «The Party’s Over» «Конец веселью»                                         | Мелани Мэйрон     | Дженнифер Сесил                      | 5 мая 2009        | 1,84    |
| Обручившиеся Навид и Адрианна решают отметить это событие холостяцкими вечеринками: Адрианна празднует в кругу семьи и друзей в доме Уилсонов, а Навид с ребятами отправляются в ночной клуб. Между тем, напряжение между Райаном и Джен нарастает, а Диксон не знает, как вести себя с Сильвер. |    |                                                                            |                   |                                      |                   |         |
| 23 | 23 | «Zero Tolerance» «Ни капли снисхождения»                                   | Ник Мэрк          | Гэйл Абрамс и Дженни Снайдер         | 12 мая 2009       | 2,08    |
| С приближением выпускного бала, страсти накаляются. Энни, Сильвер, Наоми и Адрианна обращаются к знаменитому стилисту. Оказавшаяся без парня, Энни соглашается пойти на бал с одноклассником Чарли, безумно влюблённым в девушку. Но когда Чарли узнаёт, что Энни хочет лишь дружбы, он начинает вести себя агрессивно. Между тем, Диксон номинирован на Короля бала, Итана принимают в спортивный лагерь лакросса, а Келли и Гарри пытаются исправить поведение Лиама. |    |                                                                            |                   |                                      |                   |         |
| 24 | 24 | «One Party Can Ruin Your Summer» «Всего одна вечеринка — и лето насмарку!» | Венди Станцлер    | Ребекка Синклэр                      | 19 мая 2009       | 2,00    |
| Адрианна и Навид в спешке покидают выпускной бал, когда у девушки начинаются роды. Наоми устраивает вечеринку в честь выпускного. Бренда приезжает и решает оказать поддержку Адрианне и приезжает в больницу, где уже находятся Келли, Дебби и Гарри. Отношения между Диксоном и Итаном становятся напряжёнными, когда у Итана возникают романтические чувства к Сильвер. Наоми, решившая, что Энни пытается отбить у неё Лиама, решается на серьёзные действия, направленные против девушки, но в конечном счёте влекущие за собой роковые последствия — ведь кто-то из ребят, возможно, не переживёт эту ночь, а жизнь Энни уже никогда не будет прежней. |    |                                                                            |                   |                                      |                   |         |

## Реакция

### Рейтинги
Премьера сериала собрала 4,7 млн с рейтингом 2,6 в возрастной группе от 18 до 49, став рекордсменом канала среди премьер. Средний показатель сезона — 2,4 млн зрителей c рейтингом 0,9 в возрастной группе от 18 до 49 в США. Сериал также транслировался в Великобритании на канале «E4», премьера собрала 468 тысяч зрителей.

### Критика
На сайте Metacritic первый сезон держит оценку 46/100, получив смешанные отзывы.

## Выпуск на DVD
| Название     | Регион 1             | Регион 2             | Регион 4           | Количество дисков                    | Дополнения |
| ------------ | -------------------- | -------------------- | ------------------ | ------------------------------------ | --- |
| Первый сезон | 11 августа 2009 года | 17 августа 2009 года | 7 апреля 2011 года | 6 (24 эпизода) Общее время: 960 мин. | Комментарии к некоторым эпизодам Декорации: • Школа Западного Беверли • Персиковая косточка • Дом Табиты Уилсон Музыка сериала День из жизни Райана Эгголда Правила поведения Мода сериала Создание сериала Ограничения по возрасту: PG-15 (UK) |

В России на лицензионном DVD сериал не издавался.